# LuxAde
LuxAde è un album de La Maschera di Cera pubblicato nel 2006.

## Tracce
1. Porta Del Cielo – 1:11
2. Doppia Immagine – 7:49
3. Un Senso all'Impossible – 10:19
4. Orpheus – 4:46
5. Nuova Luce – 10:19
6. Encidica 1168 – 24:27
7. Schema (V.s.d.) – 3:42